# 水野忠良
水野 忠良（みずの ただなが）は、駿河沼津藩の第5代藩主。沼津藩水野家12代。
天保5年（1834年）8月5日、第3代藩主水野忠義の五男として江戸外桜田屋敷で生まれる。天保15年（1844年）に兄で先代藩主の忠武が死去したため、その養子として家督を継ぐ。嘉永2年（1849年）12月16日には従五位下、出羽守に叙任された。
幕末期の外国船出没による政情の中、戸田の警備や軍事力の強化を図ったが、これらの出費に加えて嘉永5年（1852年）、嘉永6年（1853年）の旱魃で1万石の甚大な被害を受けるなど、藩財政は逼迫した。
安政5年（1858年）5月3日に死去した。享年25。跡を従弟にあたる忠寛が継いだ。

## 系譜
父母
- 水野忠義（実父）
- よし ー 松村氏（実母）
- 水野忠武（養父）

養子
- 水野忠寛 ー 水野忠紹の子